# Theodor Hupfauer
Theodor Hupfauer (Dellmensingen, 17 luglio 1906 – Monaco di Baviera, 31 agosto 1993) è stato un funzionario e militare tedesco.

## Biografia
Hupfauer frequentò il liceo. Hupfauer studiò a Ginevra e Losanna. Durante i suoi studi divenne membro della confraternita Germania Würzburg nel 1926. Secondo il suo racconto, partecipò alle riunioni della Società delle Nazioni come spettatore e ascoltò i discorsi di Gustav Stresemann e Aristide Briand, che accrebbero il suo interesse politico. Dopo aver completato il dottorato in giurisprudenza a Würzburg nel 1932, entrò a far parte del NSDAP (numero di iscrizione 339.580). 
Diventò capo dell'ufficio del Fronte del lavoro tedesco (DAF) nel 1936, dove fece rapidamente carriera. Divenne capo dell'Ufficio per l'arbitrato sociale, responsabile dell'arbitrato forzato tra datori di lavoro e dipendenti durante il Nazionalsocialismo. Nel 1942 divenne il collegamento del DAF con il Ministero degli armamenti.
Come disse Hupfauer dopo il 1945, fu sconvolto all'inizio della guerra nel 1939. Le rapide vittorie militari contro Polonia e Francia lo convinsero poi a rinunciare alla sua posizione di rilievo nel DAF e ad arruolarsi volontario nella Wehrmacht. Come sergente, prese parte all'attacco all'Unione Sovietica. Nel 1941 fu nominato comandante della scuola delle SS di Ordensburg Sonthofen con il grado di SS Standartenfuhrer.  Oltre a questa posizione, Hupfauer continuò la sua carriera nel ministero degli armamenti sotto Albert Speer. Nel 1944 divenne capo dell'Ufficio Centrale del Ministero degli Armamenti insieme a Karl Saur, uno dei due uomini più importanti del ministro Speer. La sua carriera nazista fu formalmente coronata dalla sua nomina a ministro del lavoro del Reich nel testamento politico di Hitler.
Poco dopo la capitolazione, fu arrestato dagli americani, ignari dell'importante ruolo di Hupfauer durante il Terzo Reich, e inizialmente internato nel castello di Kransberg. Non fu interrogato come imputato, ma come testimone nei processi secondari di Norimberga. Il 31 luglio 1946 testimoniò in un'udienza pubblica sulla situazione nel DAF e sulla situazione dei lavoratori forzati stranieri. Dopo il suo rilascio, fu considerato un criminale minore durante la denazificazione.
Hupfauer fu in grado di costruire una nuova carriera nel mondo degli affari nella Repubblica federale tedesca senza che il suo ruolo durante l'era nazista fosse stato riesaminato. Dopo il licenziamento di Albert Speer nel 1966, organizzò per lui "convenzioni" con i suoi ex dipendenti.